# Isabella di Scozia
Isabella di Scozia (1195 – dopo il 1263) è stata una nobile britannica figlia del re Guglielmo I di Scozia.

## Biografia
Nacque da Guglielmo I di Scozia e da sua moglie Ermengarda de Beaumont (1170 circa - 1233 o 1234). Ebbe una sorella maggiore, Margaret, contessa del Kent (1193 - 1259), e due fratelli minori, Alessandro II di Scozia e Marjorie, contessa di Pembroke.
In seguito ai combattimenti intrapresi da suo padre contro il re Enrico II d'Inghilterra e suo figlio Giovanni d'Inghilterra, nel 1209 fu inviata in ostaggio insieme alla sorella Margaret in Inghilterra, dove vennero alloggiate al castello di Corfe insieme ad Eleonora di Bretagna, sorella di Arturo. Nel giugno del 1213 Giovanni spedì alle tre prigioniere abiti e stoffe e permise loro di cavalcare, di tanto in tanto, insieme ai loro carcerieri.
Come condizione per il rilascio, a Isabella venne chiesto di sposare Roger Bigod, IV conte di Norfolk (1209 circa - 1270), figlio di Matilde Marshal e nipote di Guglielmo il Maresciallo, che di lì a pochi anni sarebbe diventato reggente. Lei e le sorelle sposarono nobili inglesi, mentre il fratello Alessandro II di Scozia sposò Giovanna d'Inghilterra, figlia di re Giovanni.
Al momento del matrimonio Isabella era la seconda in linea di successione al trono scozzese, ma dopo che la sorella Margaret ebbe un figlio, scese al quarto posto.
Roger e Isabella non ebbero figli ed il marito tentò di ripudiarla adducendo la consanguineità nel 1245, ma nel 1253 una sentenza della Chiesa lo obbligò a riprenderla con sé.
L'ultima menzione che si ha di Isabella è datata all'ottobre 1263 dove la si trova residente nel Gloucestershire.

## Ascendenza
|                                 |                                |                                          | Genitori                       |  |  | Nonni |  |  | Bisnonni           |  |  | Trisnonni             |  |
|                                 |                                |                                          |                                |  |  |       |  |  | Davide I di Scozia |  |  | Malcolm III di Scozia |  |
|                                 |                                |                                          |                                |  |  |       |  |  | Davide I di Scozia |  |  | Malcolm III di Scozia |  |
|                                 |                                | Margaret di Scozia                       |                                |  |  |       |  |  | Davide I di Scozia |  |  |                       |  |
| Enrico di Scozia                |                                |                                          |                                |  |  |       |  |  | Davide I di Scozia |  |  |                       |  |
|                                 |                                | Maud di Northumbria                      | Waltheof, conte di Northumbria |  |  |       |  |  |                    |  |  |                       |  |
|                                 |                                | Maud di Northumbria                      | Waltheof, conte di Northumbria |  |  |       |  |  |                    |  |  |                       |  |
|                                 |                                | Maud di Northumbria                      | Judith di Lens                 |  |  |       |  |  |                    |  |  |                       |  |
| Guglielmo I di Scozia           |                                | Maud di Northumbria                      |                                |  |  |       |  |  |                    |  |  |                       |  |
|                                 |                                | Guglielmo di Warenne, II conte di Surrey | Guglielmo I di Warenne         |  |  |       |  |  |                    |  |  |                       |  |
|                                 |                                | Guglielmo di Warenne, II conte di Surrey | Guglielmo I di Warenne         |  |  |       |  |  |                    |  |  |                       |  |
|                                 |                                | Guglielmo di Warenne, II conte di Surrey | Gundred, contessa del Surrey   |  |  |       |  |  |                    |  |  |                       |  |
| Ada de Warenne                  |                                | Guglielmo di Warenne, II conte di Surrey |                                |  |  |       |  |  |                    |  |  |                       |  |
|                                 |                                | Elisabetta di Vermandois                 | Ugo I di Vermandois            |  |  |       |  |  |                    |  |  |                       |  |
|                                 |                                | Elisabetta di Vermandois                 | Ugo I di Vermandois            |  |  |       |  |  |                    |  |  |                       |  |
|                                 |                                | Elisabetta di Vermandois                 | Adelaide di Vermandois         |  |  |       |  |  |                    |  |  |                       |  |
| Isabella di Scozia              |                                | Elisabetta di Vermandois                 |                                |  |  |       |  |  |                    |  |  |                       |  |
|                                 | Roscelin, Visconte di Beaumont | Ralph VII, Visconte di Beaumont          |                                |  |  |       |  |  |                    |  |  |                       |  |
|                                 | Roscelin, Visconte di Beaumont | Ralph VII, Visconte di Beaumont          |                                |  |  |       |  |  |                    |  |  |                       |  |
|                                 | Roscelin, Visconte di Beaumont | Adenor de Laval                          |                                |  |  |       |  |  |                    |  |  |                       |  |
| Richard, I visconte di Beaumont | Roscelin, Visconte di Beaumont |                                          |                                |  |  |       |  |  |                    |  |  |                       |  |
|                                 |                                | Constance, Viscontessa di Beaumont       | Enrico I d'Inghilterra         |  |  |       |  |  |                    |  |  |                       |  |
|                                 |                                | Constance, Viscontessa di Beaumont       | Enrico I d'Inghilterra         |  |  |       |  |  |                    |  |  |                       |  |
|                                 |                                | Constance, Viscontessa di Beaumont       | …                              |  |  |       |  |  |                    |  |  |                       |  |
| Ermengarda de Beaumont          |                                | Constance, Viscontessa di Beaumont       |                                |  |  |       |  |  |                    |  |  |                       |  |
|                                 |                                | Richard II de l'Aigle                    | Richard I de l'Aigle           |  |  |       |  |  |                    |  |  |                       |  |
|                                 |                                | Richard II de l'Aigle                    | Richard I de l'Aigle           |  |  |       |  |  |                    |  |  |                       |  |
|                                 |                                | Richard II de l'Aigle                    | Beatrice                       |  |  |       |  |  |                    |  |  |                       |  |
| Lucie de l'Aigle                |                                | Richard II de l'Aigle                    |                                |  |  |       |  |  |                    |  |  |                       |  |
|                                 |                                | Edelina                                  | …                              |  |  |       |  |  |                    |  |  |                       |  |
|                                 |                                | Edelina                                  | …                              |  |  |       |  |  |                    |  |  |                       |  |
|                                 |                                | Edelina                                  | …                              |  |  |       |  |  |                    |  |  |                       |  |
|                                 |                                | Edelina                                  |                                |  |  |       |  |  |                    |  |  |                       |  |